# Кривошеев, Евгений Петрович
Евгений Петрович Кривошеев (2 января 1927, Ульяновская область — 16 июня 2000, г. Нарва-Йыэсуу, Эстония) — эстонский историк, публицист и краевед, автор нескольких книг, кандидат исторических наук (1975).

## Биография
Евгений Кривошеев родился в 1927 году в Ульяновской области.
В 1944 году окончил среднюю школу.
С 1944 по 1952 год проходил военную службу в авиационном подразделении в качестве стрелка-радиста.
В 1947 году, получив разрешение для поступления, стал студентом заочного факультета Ленинградского педагогического института имени А. И. Герцена (в то время военным учиться в гражданских вузах не разрешалось). Институт закончил в 1950 году, получив квалификацию учителя географии средней школы.
После демобилизации в 1952 году переехал в г. Нарву (ЭССР), работал сотрудником редакции газеты «Нарвский рабочий». Одновременно преподавал историю в школе рабочей молодежи.
В октябре 1953 года поступил в Нарвский городской музей научным сотрудником. С 1960 по 1978 год был директором музея. За это время молодой руководитель построил и дополнил экспозицию музея, собрав материал по истории рабочего и революционного движения в Нарве, истории Нарвского рабочего полка (сформирован в 1941 г.) и боям за освобождение Нарвы с февраля по июль 1944 года.
Проводил большую работу по пополнению музейных фондов, по приобретению книг для музейной библиотеки.
Когда в городе шли приготовления к сносу полуразрушенных войной зданий Старого города и Нарвского замка, Евгений Кривошеев отстоял замок. В 1955 году в городе уже начались работы по расчистке завалов и укреплению наиболее разрушенных и опасных участков. В это же время велись работы по реставрации Ратуши, в которой в 1960 году разместился дом пионеров.
В 1975 году в Ленинграде защитил кандидатскую диссертацию на тему «Рабочее и социал-демократическое движение в Нарве в 1895—1907 гг.».
После ухода из Нарвского музея работал преподавателем истории в сельскохозяйственной академии в Тарту, работу был вынужден оставить по состоянию здоровья в 1983 году.
Подрабатывал в Нарвском бюро путешествий и экскурсий, читал лекции в городской организации общества «Знание», писал статьи в городских и республиканских газетах.
В последнее время жил в г. Нарва-Йыэсуу, где в 1992 году вместе с краеведом В. И. Ларюшиным участвовал в создании краеведческого музея.
Скончался в 2000 году, похоронен в Нарва-Йыэсуу.
Был награждён Почетными грамотами Президиума Верховного Совета ЭССР, Министерства культуры Эстонии и другими.
В 2006 году в память о Кривошееве в Нарва-Йыэсуу на доме, где он жил, была установлена памятная доска.

## Труды
- Изучение истории г. Нарвы нашло отражение в работах Евгения Кривошеева. Он постоянно публиковал в журналах статьи, посвященные И. Северянину, Г. Суворову, В. Давыдову, С. Андропову, а также многим известным писателям, музыкантам, художникам, отдыхавшим в поселке Нарва-Йыэсуу. Большое место в трудах Кривошеева занимала тема Нарвских боев в 1944 году и рабочего и революционного движения в городе.
- Кривошеев проделал большую работу по написанию путеводителей. В 1960 году издательством «Ээсти Раамат» был издан путеводител «Нарва», написанный краеведом в соавторстве с К. Михайловым. В 1968 году это же издательство издало другой путеводитель Е. Кривошеева «Курорт Нарва-Йыэсуу». Путеводители, охватывавшие историю краев с древнейших времен до современности, значительно облегчили работу экскурсоводов и были переизданы несколько раз.
- В 1984 году Евгений Кривошеев и его друг краевед Николай Костин издали книгу «Битва за Нарву», посвященную боям за город с февраля по август 1944 года[2]. Кривошеев, встречавшийся со многими известными военачальниками, в частности, с генералами И. И. Федюнинским, Н. П. Симоняком, Ф. Н. Стариковым, Л. А. Пэрном, К. И. Ару, писал историческую, а его коллега Николай Костин, который в 1944 году сам участвовал в этих боях, боевую часть книги.
- В 1975 году защитил свою кандидатскую диссертацию. Тема научной работы: «Рабочее и социал-демократическое движение в Нарве в 1895—1907 годах». Труд Кривошеева был издан отдельной книгой.